# Křížový kámen
Křížový kámen je přírodní rezervace vyhlášená v roce 1973 (ev. č. 589) v CHKO Český les. Nachází se v katastrálním území Pavlův Studenec 1 obce Lesná v okrese Tachov, u státní hranice asi pět kilometrů západně od osady Ostrůvek, asi tři čtvrtě kilometru západně od bývalé osady Skláře a necelé dva kilometry západně od bývalé vesnice Zlatý Potok. Správa AOPK Plzeň. K rezervaci se lze dostat po zelené turistické trase z Ostrůvku.
Rezervace chrání přirozenou podmáčenou horskou smrčinu na rašeliništi. Lesní porost je tvořen převážně smrkem (Picea) různého stáří s příměsí buku (Fagus), jeřábu (Sorbus) a jedle (Abies).